# Noah Baumbach
Pour les articles homonymes, voir Baumbach.
Noah Baumbach, né le 3 septembre 1969 à Brooklyn, est un réalisateur et scénariste américain.

## Biographie
Il réalise Les Berkman se séparent (The Squid and the Whale) en 2005 avec Jeff Daniels et Laura Linney, Margot va au mariage (Margot at the Wedding) en 2007 avec Nicole Kidman, Jennifer Jason Leigh et Jack Black, et Greenberg en 2010 avec Greta Gerwig et Ben Stiller. Il est également co-scénariste de deux films de Wes Anderson: La Vie aquatique (The Life Aquatic with Steve Zissou) et de Fantastic Mr. Fox.
En 2012, il réalise Frances Ha, qu'il co-écrit avec Greta Gerwig, l'actrice principale du film.
En 2014, il dirige Ben Stiller, Naomi Watts, Adam Driver et Amanda Seyfried dans la comédie While We're Young avant de retrouver Gerwig pour Mistress America en 2015.
En 2017, il réalise The Meyerowitz Stories, avec Ben Stiller, Adam Sandler, Dustin Hoffman et Emma Thompson. Le film est distribué par Netflix.
En 2019, il collabore de nouveau avec Netflix pour le film Marriage Story avec Adam Driver, Scarlett Johansson et Laura Dern. Dans un entretien accordé à la revue de cinéma La Septième Obsession, il raconte combien le film Docteur Folamour de Stanley Kubrick fut une inspiration majeure, pour « son absurdité et la réalité de la menace qu'il met en scène ».
Il a été marié entre 2005 et 2010 avec l'actrice Jennifer Jason Leigh (le divorce sera finalisé en 2013) et est en couple avec l'actrice et scénariste Greta Gerwig depuis 2011,.

## Filmographie

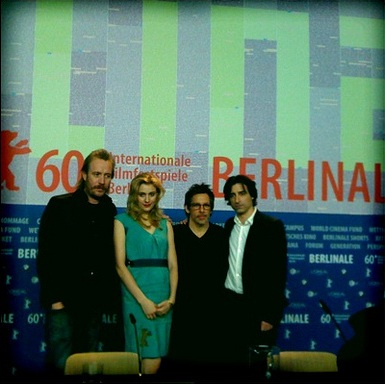
Noah Baumbach (à droite) avec Rhys Ifans, Greta Gerwig et Ben Stiller lors de la présentation de Greenberg à la Berlinale 2010.

### Comme réalisateur et scénariste
- 1995 : Kicking and Screaming, coécrit avec Oliver Berkman
- 1997 : Highball, coécrit avec Carlos Jacott et Christopher Reed
- 1997 : Mr. Jealousy
- 2005 : Les Berkman se séparent (The Squid and the Whale)
- 2007 : Margot va au mariage (Margot at the Wedding)
- 2010 : Greenberg, coécrit avec Jennifer Jason Leigh
- 2012 : Frances Ha, coécrit avec Greta Gerwig
- 2014 : While We're Young
- 2015 : Mistress America, coécrit avec Greta Gerwig
- 2015 : De Palma (documentaire), coréalisé avec Jake Paltrow
- 2017 : The Meyerowitz Stories
- 2019 : Marriage Story
- 2022 : White Noise
- 2025 : Jay Kelly

### Comme scénariste
- 2004 : La Vie aquatique (The Life Aquatic with Steve Zissou) de Wes Anderson, coécrit avec Wes Anderson
- 2009 : Fantastic Mr. Fox de Wes Anderson, coécrit avec Wes Anderson
- 2012 : Madagascar 3 d'Eric Darnell, Conrad Vernon et Tom McGrath, coécrit avec Eric Darnell
- 2023 : Barbie de Greta Gerwig, coécrit avec Greta Gerwig

### Comme producteur
- 2009 : Alexander the Last (en) de Joe Swanberg, coproduit avec Joe Swanberg et Anish Savjani
- 2014 : Broadway Therapy (She’s Funny That Way) de Peter Bogdanovich, coproduit avec Wes Anderson

## Distinctions

### Récompenses
- Film Independent Spirit Awards 2020 (en) : meilleur scénario (en) et Prix Robert-Altman pour Marriage Story
- Satellite Awards 2020 : meilleur scénario original pour Marriage Story

### Nominations
- Oscars 2006 : meilleur scénario original pour Les Berkman se séparent
- Film Independent Spirit Awards 2006 (en) : meilleur réalisateur et meilleur scénario (en) pour Les Berkman se séparent
- Film Independent Spirit Awards 2014 : meilleur film pour Frances Ha
- Golden Globes 2020 : meilleur scénario pour Marriage Story
- Oscars 2020 : meilleur scénario original et meilleur film pour Marriage Story
- BAFA 2020 : meilleur scénario original pour Marriage Story
- Film Independent Spirit Awards 2020 (en) : meilleur film pour Marriage Story
- Satellite Awards 2020 : meilleur réalisateur pour Marriage Story
- Golden Globes 2024 : meilleur scénario pour Barbie
- Oscars 2024 : Meilleur scénario adapté pour Barbie

### Sélections
- Berlinale 2010 : En compétition officielle avec Greenberg
- Berlinale 2013 : Section Panorama pour Frances Ha
- Festival de Cannes 2017 : En compétition officielle avec The Meyerowitz Stories
- Mostra de Venise 2019 : En compétition officielle avec Marriage Story
- Mostra de Venise 2022 : En compétition officielle et film d'ouverture avec White Noise